# Music Box (Album)
Music Box ist das dritte Studioalbum der US-amerikanischen Pop-Sängerin Mariah Carey. Mit weltweit mehr als 28 Millionen verkauften Einheiten ist es eines der erfolgreichsten Alben des Jahres 1993.
Es ist Careys erfolgreichstes Album und war ihr internationaler Durchbruch. Die CD und die daraus ausgekoppelten Singles wurden weltweit rund 30 Millionen Mal verkauft. Music Box gehört neben ihrem Album Daydream zu den weltweit meistverkauften Musikalben. Without You wurde Careys erster – und bislang einziger – #-1-Hit in Deutschland.
Bereits die erste Single, Dreamlover belegte acht Wochen lang den ersten Platz in den Billboard-Charts und wurde mit Platin ausgezeichnet. Zum bekanntesten Song wurde Hero; der Titel ist einer von mehreren auf dem Album, der im Teamwork mit dem Erfolgsproduzenten Walter Afanasieff entstand. Auf Music Box findet sich auch die erste Kooperation Careys mit Babyface (Never Forget You), mit ihm arbeitet Carey später noch mehrmals zusammen.

## Titelliste
(Singles*)
1. Dreamlover* – 3:53
2. Hero* – 4:19
3. Anytime You Need a Friend* – 4:25
4. Music Box – 4:57
5. Now That I Know – 4:19
6. Never Forget You – 3:46
7. Without You* – 3:36
8. Just to Hold You Once Again – 4:00
9. I’ve Been Thinking about You – 4:48
10. All I’ve Ever Wanted – 3:51
11. Everything Fades Away – 5:25

## Kommerzieller Erfolg

### Chartplatzierungen

#### Album
| ChartsChartplatzierungen       | Höchstplatzierung | Wochen |
| ------------------------------ | ----------------- | ------ |
| Deutschland (GfK)              | 1 (80 Wo.)        | 80     |
| Österreich (Ö3)                | 1 (40 Wo.)        | 40     |
| Schweiz (IFPI)                 | 1 (72 Wo.)        | 72     |
| Vereinigte Staaten (Billboard) | 1 (128 Wo.)       | 128    |
| Vereinigtes Königreich (OCC)   | 1 (78 Wo.)        | 78     |

| ChartsJahrescharts (1994) | Platzierung |
| ------------------------- | ----------- |
| Deutschland (GfK)         | 1           |
| Österreich (Ö3)           | 1           |
| Schweiz (IFPI)            | 1           |

#### Singles
| Jahr | Titel                     | Höchstplatzierung, Gesamtwochen, AuszeichnungChartplatzierungen (Jahr, Titel, , Platzierungen, Wochen, Auszeichnungen, Anmerkungen) | Höchstplatzierung, Gesamtwochen, AuszeichnungChartplatzierungen (Jahr, Titel, , Platzierungen, Wochen, Auszeichnungen, Anmerkungen) | Höchstplatzierung, Gesamtwochen, AuszeichnungChartplatzierungen (Jahr, Titel, , Platzierungen, Wochen, Auszeichnungen, Anmerkungen) | Höchstplatzierung, Gesamtwochen, AuszeichnungChartplatzierungen (Jahr, Titel, , Platzierungen, Wochen, Auszeichnungen, Anmerkungen) | Höchstplatzierung, Gesamtwochen, AuszeichnungChartplatzierungen (Jahr, Titel, , Platzierungen, Wochen, Auszeichnungen, Anmerkungen) | Höchstplatzierung, Gesamtwochen, AuszeichnungChartplatzierungen (Jahr, Titel, , Platzierungen, Wochen, Auszeichnungen, Anmerkungen) | Anmerkungen                            |
| Jahr | Titel                     | DE | AT | CH | UK | US | R&B | Anmerkungen                            |
| ---- | ------------------------- | --- | --- | --- | --- | --- | --- | -------------------------------------- |
| 1993 | Dreamlover                | DE39 (14 Wo.)DE | — | CH13 (16 Wo.)CH | UK9 (10 Wo.)UK | US1 (29 Wo.)US | R&B2 (27 Wo.)R&B | Erstveröffentlichung: 27. Juli 1993    |
| 1993 | Hero                      | DE41 (25 Wo.)DE | — | — | UK7 (19 Wo.)UK | US1 (30 Wo.)US | R&B5 (20 Wo.)R&B | Erstveröffentlichung: 19. Oktober 1993 |
| 1994 | Without You               | DE1 (34 Wo.)DE | AT1 (24 Wo.)AT | CH1 (33 Wo.)CH | UK1 (14 Wo.)UK | US3 (23 Wo.)US | R&B7 (20 Wo.)R&B | Erstveröffentlichung: 23. Januar 1994  |
| 1994 | Anytime You Need a Friend | DE41 (14 Wo.)DE | AT25 (3 Wo.)AT | CH15 (15 Wo.)CH | UK8 (11 Wo.)UK | US12 (21 Wo.)US | R&B22 (18 Wo.)R&B | Erstveröffentlichung: 31. Mai 1994     |

### Auszeichnungen für Musikverkäufe
Das Album verkaufte sich laut Quellenangaben weltweit über 32 Millionen Mal.
| Land/Region                  | Auszeichnungen für Musikverkäufe (Land/Region, Auszeichnung, Verkäufe) | Verkäufe    |
| ---------------------------- | ---------------------------------------------------------------------- | ----------- |
| Australien (ARIA)            | 12× Platin                                                             | 860.000     |
| Belgien (BRMA)               | 2× Platin                                                              | (100.000)   |
| Brasilien (PMB)              | Platin                                                                 | 250.000     |
| Deutschland (BVMI)           | 2× Platin                                                              | (1.000.000) |
| Europa (IFPI)                | 7× Platin                                                              | 7.000.000   |
| Finnland (IFPI)              | Gold                                                                   | (47.382)    |
| Frankreich (SNEP)            | Diamant                                                                | (1.000.000) |
| Japan (RIAJ)                 | Diamant                                                                | 1.000.000   |
| Kanada (MC)                  | 7× Platin                                                              | 700.000     |
| Mexiko (AMPROFON)            | Platin                                                                 | 150.000     |
| Neuseeland (RMNZ)            | 5× Platin                                                              | 75.000      |
| Niederlande (NVPI)           | 6× Platin                                                              | (600.000)   |
| Norwegen (IFPI)              | 8× Platin                                                              | (400.000)   |
| Österreich (IFPI)            | 2× Platin                                                              | (100.000)   |
| Schweden (IFPI)              | Platin                                                                 | (100.000)   |
| Schweiz (IFPI)               | 4× Platin                                                              | (200.000)   |
| Singapur (RIAS)              | Platin                                                                 | 10.000      |
| Spanien (Promusicae)         | 4× Platin                                                              | (400.000)   |
| Vereinigte Staaten (RIAA)    | Diamant                                                                | 10.000.000  |
| Vereinigtes Königreich (BPI) | 5× Platin                                                              | (1.500.000) |
| Insgesamt                    | 1× Gold · 68× Platin · 3× Diamant ·                                    | 20.045.000  |

Hauptartikel: Mariah Carey/Auszeichnungen für Musikverkäufe